# Hilbert Bredemeijer
H.W.M. (Hilbert) Bredemeijer (Harderwijk, 27 november 1983) is een Nederlandse bestuurder en CDA-politicus. Sinds 19 december 2019 is hij wethouder van Den Haag.

## Biografie
Bredemeijer is geboren en getogen in Harderwijk en verhuisde in 2002 voor zijn studie naar Den Haag. Hij studeerde Communicatie aan De Haagse Hogeschool en de Universiteit van Amsterdam. Hij was actief als fractiemedewerker, woordvoerder, campagneleider en voorzitter van de Haagse afdeling van het CDA.
Bredemeijer was werkzaam als woordvoerder en persvoorlichter voor onder andere het college van burgemeester en wethouders van Den Haag, de Tweede Kamerfractie van het CDA, SNS REAAL, De Volksbank, de AIVD en als zelfstandig ondernemer.
Bredemeijer is sinds december 2019 wethouder van Den Haag en had in zijn portefeuille Onderwijs, Sport, Buitenruimte, stadsdeel Loosduinen en was hij de 4e locoburgemeester. Tijdens de gemeenteraadsverkiezingen van 2022 was hij lijsttrekker en wist de drie zetels vast te houden. Sinds oktober 2023 in hij wethouder Onderwijs, Jeugd, Sport, Dienstverlening.

## Persoonlijk
Bredemeijer is getrouwd en heeft twee dochters en een zoon. Hij is supporter van voetbalclub ADO Den Haag. Hij houdt van hardlopen en doet jaarlijks de City-Pier-City.